# Riserva forestale Kabili-Sepilok
La riserva forestale Kabili-Sepilok (Kabili Sepilok Virgin Jungle Reserve) è un'area protetta della Malaysia situata nella parte settentrionale dell'isola del Borneo. Si trova a 24 km di strada dalla città di Sandakan e a 11 km dall'aeroporto di Sandakan, nel Sabah orientale. È una delle ultime aree forestate del paesaggio del Sabah, un tempo lussureggiante.
La riserva, estesa su 43 km², è costituita quasi interamente da foreste di bassopiano, con una prevalenza schiacciante, sia in termini di numero che di dimensioni, di dipterocarpacee.

## L'Orang-utan Rehabilitation Centre
La struttura più nota di Sepilok è l'Orang-utan Rehabilitation Centre, che per il lavoro svolto sugli oranghi ha saputo attirare l'attenzione di tutto il mondo.
Da quando fu fondato nel 1964, il centro si è occupato della reintroduzione in natura degli oranghi sottratti alla cattività o trasferiti qui da foreste soggette a disboscamento. Ai visitatori è consentito avere contatti con gli oranghi due volte al giorno, in occasione della distribuzione del cibo; a tale scopo sono state costruite delle pensiline sospese sulla volta da cui è possibile vedere gli animali mangiare su apposite piattaforme. In tal modo si limita il numero di visitatori e, di conseguenza, l'impatto sugli animali.

## Il sentiero delle mangrovie
I visitatori si limitano solitamente a seguire gli itinerari tradizionali, ma ci sono diversi sentieri alternativi nella foresta. Uno dei più accessibili parte dal Rehabilitation Centre e conduce, lungo crinali di arenaria, fino ai mangrovieti ai margini della riserva. Qui si trova una piccola struttura di ricezione con alloggi semplici.
Inizialmente, il sentiero si snoda su una pianura forestata periodicamente inondata dalle piogge e dalle piene dei fiumi che la attraversano. Qui abbonda una specie endemica del Borneo e delle Filippine, l'Eusideroxylon zwageri, un albero da legname sfruttato a lungo per la sua robustezza e di cui restano solo pochi esemplari al di fuori delle aree protette. Un'altra specie rara, ed esclusiva di questa riserva, è una piccola orchidea terrestre, la Cymbidium borneense.
Discostandosi dalla pianura, il sentiero comincia a risalire i crinali di arenaria che caratterizzano gran parte della riserva, colonizzati da diverse specie arboree: i grandi alberi delle foreste di bassopiano come la Parashorea tomentella cedono terreno alla Shorea multiflora e al Dipterocarpus acutangulus. Questo tratto del sentiero è il più arduo, perché si inerpica sulle colline, ma il clima è meno umido rispetto alle aree pianeggianti.
Scendendo lungo i crinali, l'altezza degli alberi comincia a diminuire fino alle prime frange della palude di mangrovie, dove le piante crescono su uno strato spesso di fango e hanno quindi bisogno di radici particolari, sia per ancorarsi al terreno che per respirare. Qui abitano le nasiche, primati specializzati nelle foglie di mangrovia. L'arrivo del sentiero è il centro di Sepilok Laut.
Per la visita al mangrovieto si può anche prendere un motoscafo da Sandakan oppure una barca e quindi proseguire a piedi sul sentiero dei crinali.

## Il Rainforest Interpretation Centre
A circa 2 km dal centro degli oranghi, il Rainforest Interpretation Centre illustra l'ecologia della foresta pluviale. Da qui parte un breve itinerario naturalistico accuratamente segnalato attraverso l'arboreto del Forest Research Centre: dei pannelli informativi collocati in punti precisi evidenziano diversi aspetti della vegetazione.
Nella grande ricchezza botanica di Sepilok, i ricercatori scoprono continuamente nuove specie. Di recente, un botanico del luogo ha descritto due nuove palme esclusive della zona.
Le piante della foresta sono inoltre potenzialmente utili a fini medicinali e, in quanto fonte di semi destinati all'arricchimento o all'impianto di altre aree forestate, la riserva è una sorta di banca genetica vivente. È poi particolarmente interessante come esempio di foresta con caratteri di continuità, dall'entroterra fino alla fascia costiera.

## Galleria d'immagini

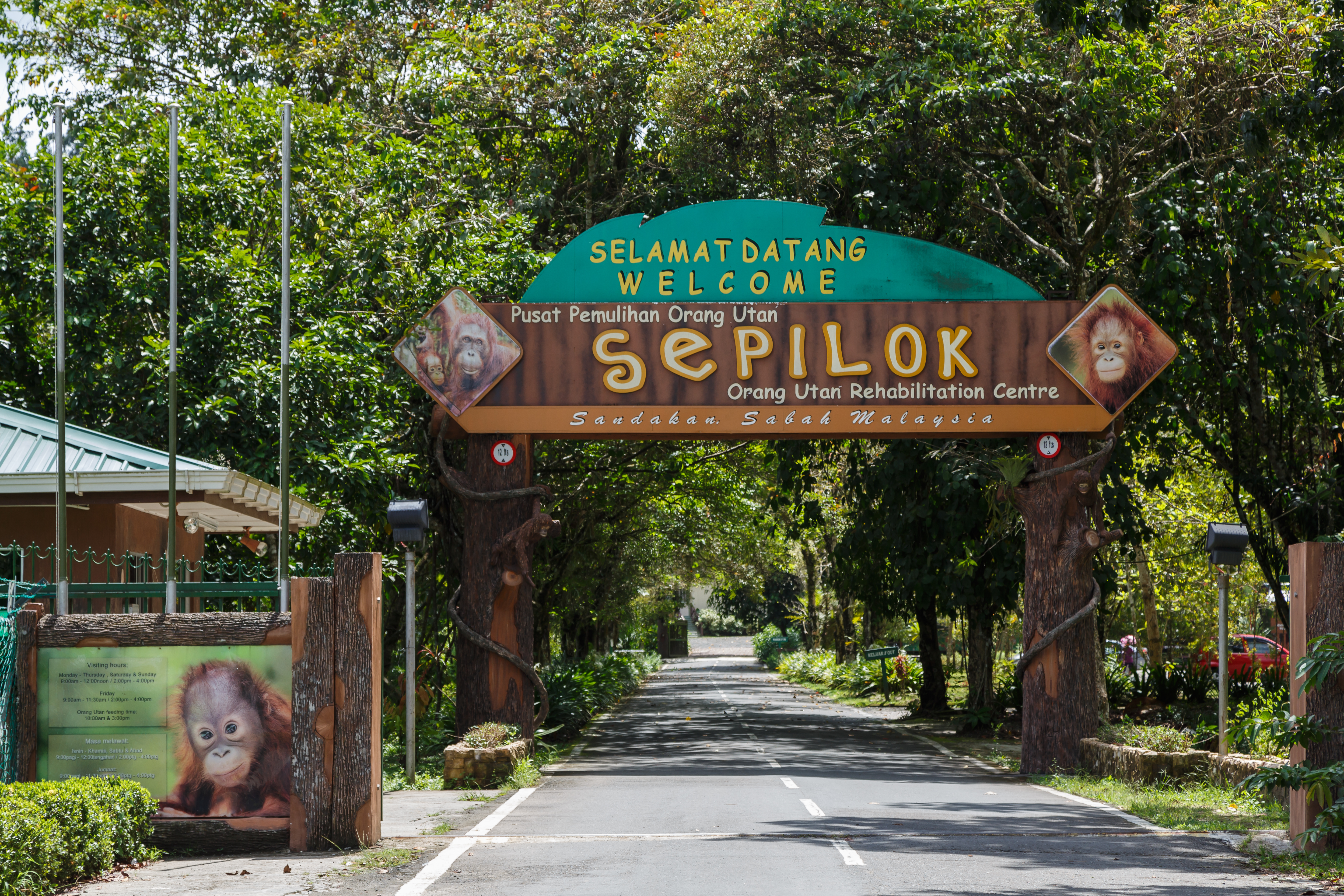
Il cancello d'ingresso
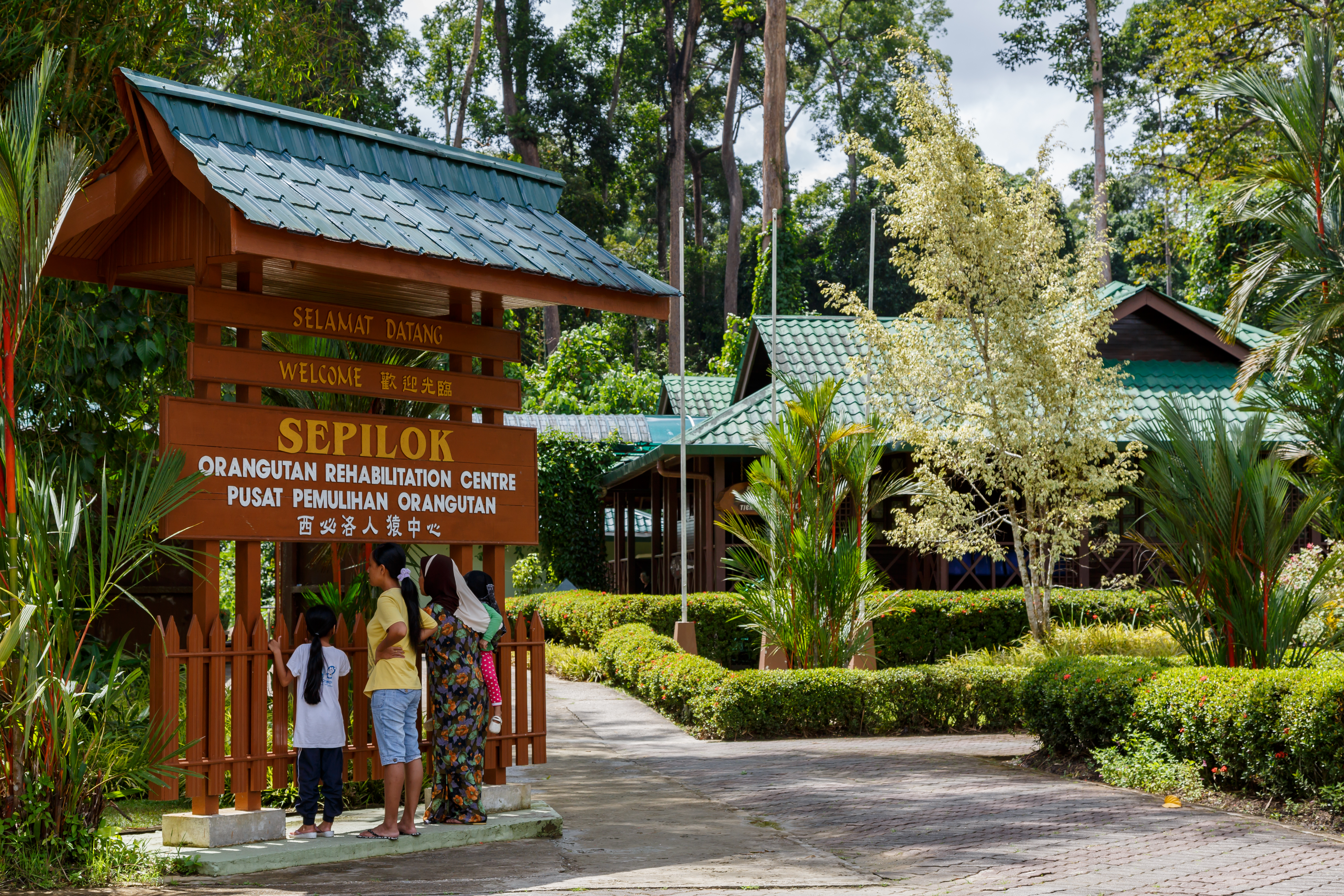
Il centro visitatori
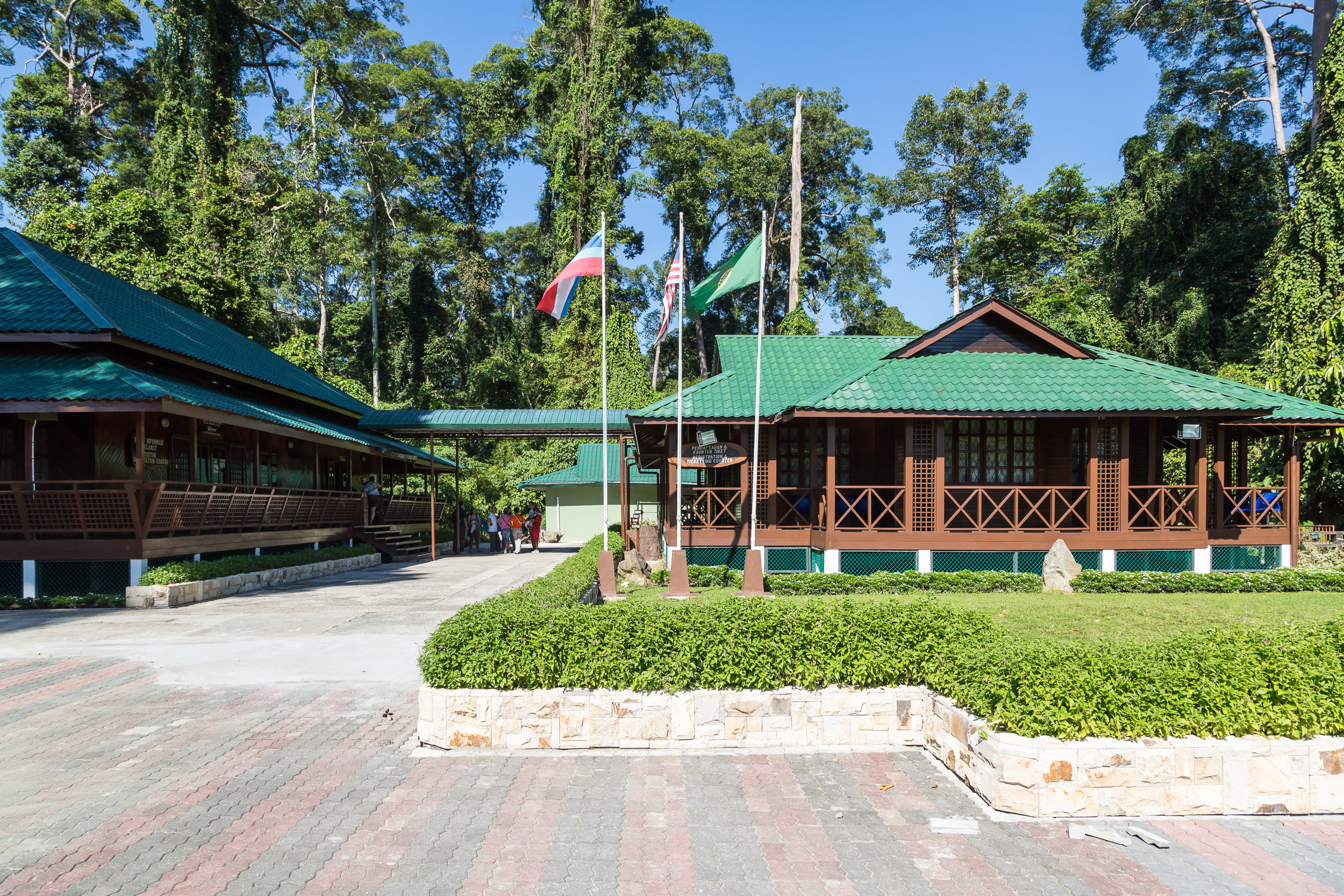
Il centro visitatori
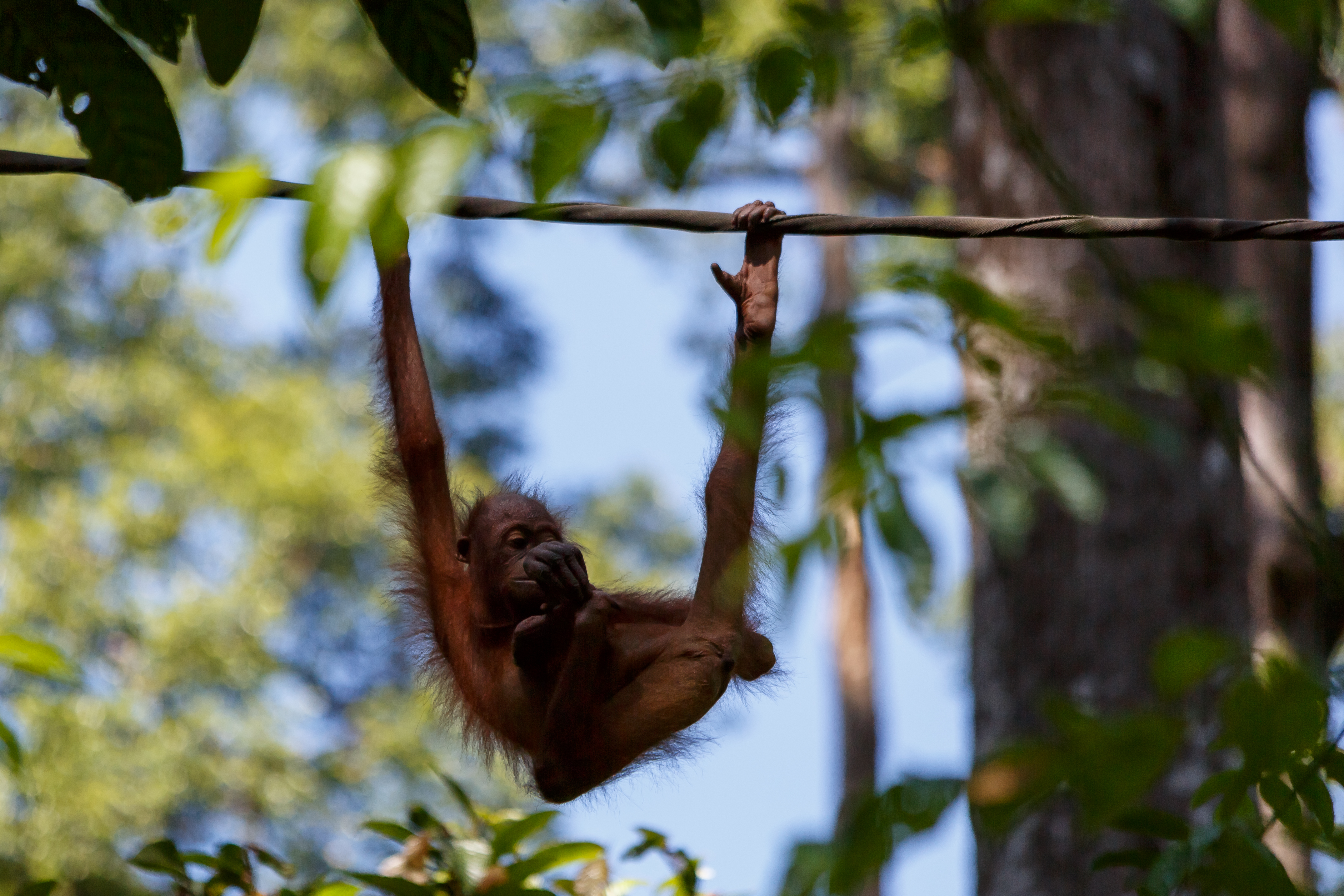
Un giovane orango
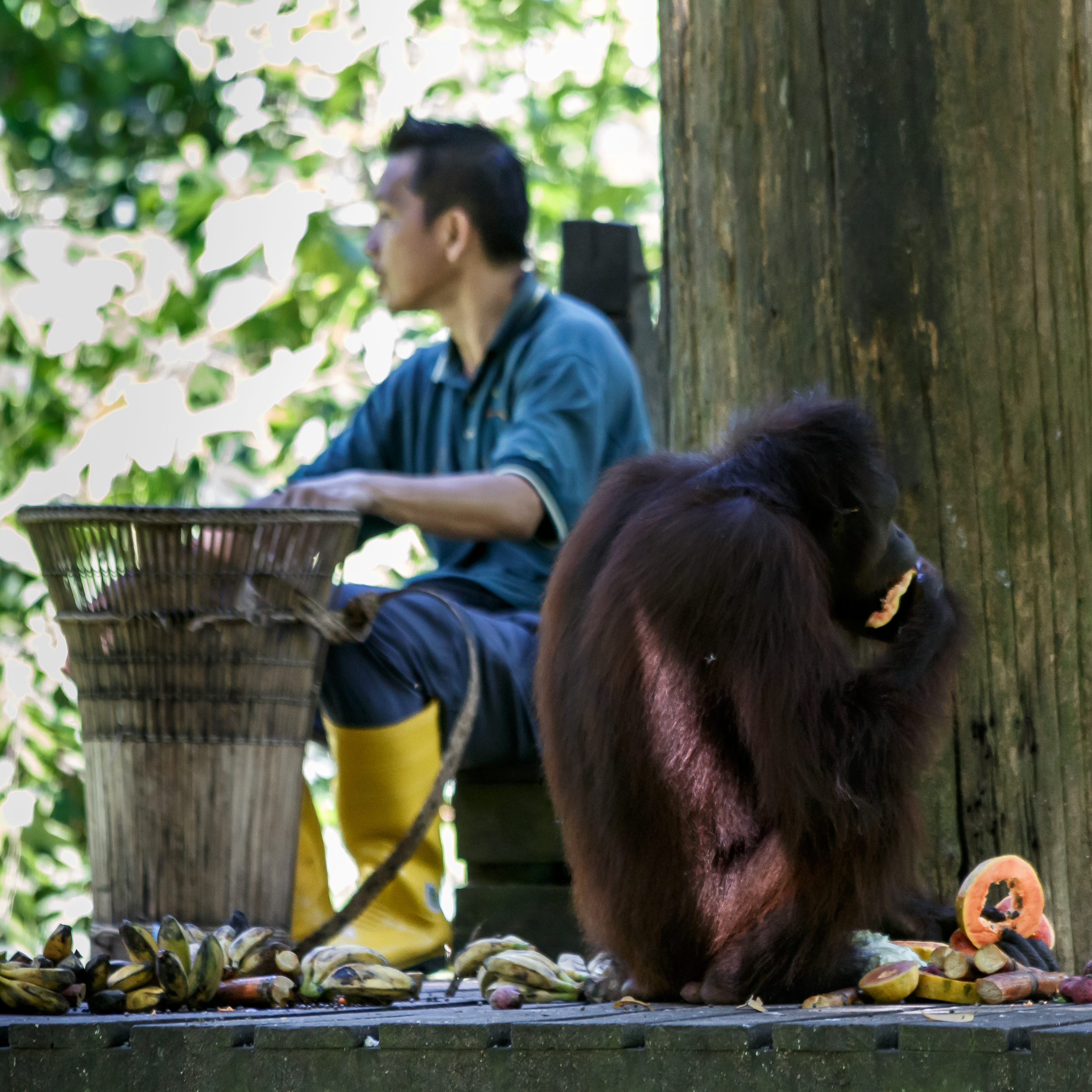
Un orango su una piattaforma di alimentazione